# David C. Lindberg
David Charles Lindberg (Minneapolis, 15 november 1935 - Madison, 6 januari 2015) was een Amerikaanse wetenschapshistoricus en emeritus professor aan de Universiteit van Wisconsin, die naam maakte met het boek The Beginnings of Western Science (1992).
Lindberg studeerde natuurkunde aan de Northwestern-universiteit in Evanston en promoveerde in de wetenschapsgeschiedenis en wetenschapsfilosofie aan de Universiteit van Indiana in Bloomington bij Edward Grant. In de jaren 1970 begon hij als assistent-professor aan de afdeling wetenschapsgeschiedenis van de Universiteit van Wisconsin. Hier gaf hij onder andere les in de prenewtoniaanse natuurkunde en deed hij onderzoek naar de middeleeuwse en renaissancistische theorie over perceptie. In jaren 1980 werd hij hier hoogleraar in de wetenschapsgeschiedenis en rond het jaar 2000 ging hij met emeritaat.
Lindberg ontving vele onderscheidingen voor zijn werk. Zo was hij een jaar een fellow aan de Institute for Advanced Study. In 1999 ontving hij de George Sarton Medaille voor zijn levenswerk aan de wetenschapsgeschiedenis.

## Publicaties
Lindberg schreef meer dan tien boeken.
- 1970: John Pecham and the Science of Optics: Perspectiva Communis ISBN 978-0299057305
- 1972: John Pecham: Tractatus De Perspectiva
- 1976: Theories of Vision from al-Kindi to Kepler ISBN 978-0226482354
- 1978: Science in the Middle Ages ISBN 978-0226482330
- 1983: Studies in the History of Medieval Optics ISBN 978-0860781349
- 1983: Roger Bacon's Philosophy of Nature ISBN 978-1890318758
- 1985: Discourse of Light from the Middle Ages to the Enlightenment (met Geoffery Cantor)
- 1986: The Genesis of Kepler's Theory of Light: Light Metaphysics from Plotinus to Kepler
- 1986: God and Nature (redacteur, met Ronald Numbers) ISBN 978-0520055384
- 1990: Reappraisals of the Scientific Revolution (redacteur, met Robert S. Westman) ISBN 978-0521348041
- 1992: The Beginnings of Western Science, 600 B.C. to A.D. 1450 ISBN 978-0226482316
- 1996: Roger Bacon and the Origins of Perspectiva in the Middle Ages ISBN 978-0198239925
- 2003: When Science and Christianity Meet (redacteur, met Ronald Numbers) ISBN 978-0226482149